# Randal Oto'o
Junior Randal Oto'o Zue (Libreville, 23 maggio 1994) è un calciatore gabonese, difensore del GSI Pontivy e della nazionale gabonese.

## Carriera

### Club
Fino al 2016 ha sempre giocato nel campionato portoghese.

### Nazionale
Ha esordito in nazionale nel 2013.